# إقليم الدريوش
إقليم الدريوش يقع في شمال شرق المملكة المغربية في منطقة الريف ويطل على البحر المتوسط بسواحل طويلة. يتكلم سكان الإقليم اللغة الأمازيغية وتبلغ مساحة الإقليم 2,867 كيلومتر مربع. يبلغ تعداد سكان الإقليم 188.047 نسمة، حسب إحصاء 2024. يحيط بالإقليم من الغرب إقليم الحسيمة ومن الشرق إقليم الناظور ومن الجنوب إقليم تازة وإقليم كرسيف. ويتكون الإقليم من دائرتين وهما دائرة الدريوش ودائرة الريف، وثلاث جماعات حضرية وعشرين جماعة قروية، حيث تأسس سنة 2009.
وأهم جماعات الإقليم تمسمان التي تعتبر مركز حرب الريف المشهورة ضد الإسبان سنة 1921 بمعركة أنوال.

## الجغرافيا

### التضاريس
يحتوي إقليم الدريوش على مختلف أنواع التضاريس ويمكن ذكر ما يلي:
- منخفضات شاسعة تمتد على مسافة 80 كلم، من ميضار غربا حتى البحر الأبيض المتوسط شمالا.
- سلسلة جبال الريف في غرب الإقليم، أي في منطقة أيت سعيد وتافرسيت وتمسمان وأيت توزين

### المناخ
يتمتع الإقليم بمناخ متوسطي مع بعض التأثيرات شبه الصحراوية في بعض المناطق.
التساقطات المطرية غير منتظمة لا من حيث المناطق ولا من حيث الفصول والسنوات، وهذا ما يميز منطقة الريف كلها، بسبب سلسلة جبال الريف التي تعيق وصول الأمطار المتوسطية والتأثيرات الأطلسية إلى المنطقة.
المعدل السنوي للأمطار يتراوح ما بين 300 و 350 ملم، ويمكن أن يصل عدد الأيام الممطرة 50 يوما في السنة.
الحرارة تتميز بالاعتدال وتتراوح ما بين 9 و 32 درجة مئوية.

## التقسيمات الإدارية
| الاسم                      | اللاتيني             | عدد السكان(2024) | الاسر  | عدد السكان الاجانب (2024) |
| -------------------------- | -------------------- | ---------------- | ------ | ------------------------- |
| إقليم الدريوش              | Driouch Province     | 188.191          | 48.849 | 144                       |
| الدريوش                    | Driouch              | 14.741           | 4.168  | 1                         |
| بن الطيب                   | Ben Taieb            | 14.257           | 3.877  | 0                         |
| ميضار                      | Midar                | 15.021           | 3.975  | 3                         |
| دائرة اريف الشمالية        | دائرة الريف الشمالية | 60.277           | 12.366 | 4                         |
| بني مرغنين                 | Bni Marghnine        | 4.950            | 1.410  | 0                         |
| بودينار                    | Boudinar             | 7.996            | 2.161  | 0                         |
| إجرماواس                   | Ijermaouas           | 5.303            | 1.351  | 0                         |
| أولاد أمغار                | Oulad Amghar         | 5.577            | 1.422  | 1                         |
| تمسمان                     | Temsamane            | 12.198           | 3.268  | 1                         |
| تضم المركز الحضري كرونة    | center krona         | 2.858            | 789    | 0                         |
| تروكوت (اتروكوت)           | Trougout             | 11.348           | 2.754  | 0                         |
| دائرة الريف الريف الجنوبية | دائرة الريف          | 44.529           | 11.813 | 6                         |
| أزلاف                      | Azlaf                | 4.132            | 1.102  | 0                         |
| إفرني                      | Iferni               | 4873             | 1.311  | 1                         |
| أمهاجر                     | M'Hajer              | 8.008            | 2.062  | 0                         |
| وردانة                     | Ouardana             | 7.032            | 1.765  | 1                         |
| تفرسيت                     | Tafersit             | 8.202            | 2.271  | 0                         |
| تضم المركز الحضري تفرسيت   | centre tafersit      | 2.964            | 828    | 0                         |
| تليليت                     | Talilit              | 3.881            | 1.134  | 0                         |
| تسافت                      | Tsaft                | 8.401            | 2.168  | 4                         |
| تضم المركز الحضري قاسيطة   | center kasita        | 2.876            | 756    | 3                         |

### قبائل إقليم الدريوش
- قبيلة آيت توزين
- قبيلة آيت سعيد
- قبيلة آيت أوليشك
- قبيلة مطالسة
- قبيلة تمسمان
- قبيلة تفرسيت

## وصلات خارجية
- ادريوش على www.ainzora24.com شبكة الأنترنت: http://driwch.tk/[وصلة مكسورة]
- موقع بلدية بن طيب على الشبكة: www.bentayeb.ma[وصلة مكسورة]
- موقع ميضار الجديد على الشبكة: www.midar2000.webs.com
- موقع اخبار ميضار والنواحي www.midar.infoمرجع ويب
- موقع اخبار ميضار والنواحي www.midar24.com
- موقع اخبار ميضار والنواحي www.midarhoy.com
- صفحة نادي نجم ميضار على الفيسبوك www.facebook.com/cnmidar  على فيسبوك.
- ":( Agence Urbaine de Nador - Urbanisme-Architecture-Maroc ):" en. مؤرشف من الأصل في 2019-12-10. اطلع عليه بتاريخ 2020-02-03. {{استشهاد ويب}}: الوسيط غير المعروف |éditeur= تم تجاهله يقترح استخدام |editor= (مساعدة) والوسيط غير صالح |script-title=: بادئة مفقودة (مساعدة)(بالفرنسية)